# ÉX-Driver
éX-Driver (jap. エクスドライバー, Ekusudoraibā, auch éX-D) ist ein sechsteiliger Anime aus den Jahren 2000 und 2001, der als Original Video Animation veröffentlicht wurde. 2002 wurde das Werk durch einen Film und eine weitere OVA fortgesetzt. Die Geschichte spielt in einer Zukunft, in der fast nur noch selbstfahrende Autos genutzt werden und die éX-Driver zum Einsatz kommen, sollte eines dieser Fahrzeuge außer Kontrolle geraten.

## Inhalt
In naher Zukunft nutzen die meisten Bewohner der großen Städte nur noch selbstfahrende Elektroautos und lassen sich von diesen an ihr Ziel chauffieren. Doch auch wenn diese Technologie sehr sicher ist, kommt es gelegentlich zu Ausfällen und Fahrzeuge geraten außer Kontrolle. Die Fahrer zu retten und Gefahren abzuwenden ist die Aufgabe der éX-Driver, die als eine der wenigen noch mit alten, selbst zu steuernden Autos mit Verbrennungsmotor fahren. In Tokio übernehmen die beiden Oberschülerinnen Lisa Sakakino (榊野 理沙) und Lorna Endō (遠藤 ローナ) diese Aufgabe. 
In das eingespielte Team, die einen Subaru Impreza und einen Lotus Europa fahren, kommt Unruhe, als ihnen mit dem intelligenten, talentierten 12-jährigen Sōichi Sugano (菅野 走一) ein neuer Partner zugeteilt wird. Und obwohl viel jünger, geht er mit beiden auch noch in die gleiche Klasse und ist ihnen in der Beherrschung seines Fahrzeugs ebenbürtig. Die Draufgängerin Lisa ist zunächst außer sich über den Neuankömmling und will ihn nicht als Partner akzeptieren. Die ruhige Lorna dagegen kommt schnell mit Sōichi zurecht. Für ihre Aufgabe müssen sich die drei jedoch schnell zu einem funktionierenden Team zusammenfinden, als ein Terrorist die Steuerung von Autos sabotiert und sie als Drohmittel einsetzt.

## Produktion und Veröffentlichung
Die Anime-Serie wurde unter der Regie von Jun Kawagoe bei den Studios Actas und A-Line produziert. Idee und Konzept stammen von Kōsuke Fujishima und das Drehbuch schrieb Shinzo Fujita. Das Charakterdesign entwarf Ken'ichi Hamazaki nach Vorlagen Fujishimas und die künstlerische Leitung lag bei Jiro Khono. Die Serie wurde von Bandai Visual vom Juli 2000 bis September 2001 als Original Video Animation auf Kaufmedien veröffentlicht. Eine deutsche Synchronfassung erschien 2003 bei Panini Video auf drei DVDs sowie im April 2005 erneut als Komplettbox. Eine englische Fassung erschien bei AnimeWorks, eine italienische bei Panini Video und eine chinesische bei Proware Multimedia. Der Sender Locomotion zeigte den Anime in Spanien und Brasilien.
2002 entstand bei Actas unter der Regie von Akira Nishimori ein Kinofilm zu éX-Driver. Das Drehbuch schrieben Shinzo Fujita und Takeshi Mochizuki und das Charakterdesign entwarfen Ken'ichi Hamazaki und Takeshi Itō. Mitsuharu Miyamae und Yoshiko Kitamura waren die künstlerischen Leiter. Der Film kam am 20. April 2002 in die japanischen Kinos und wurde später von Kids Station im Fernsehen gezeigt. Eine englische Fassung wurde von Animax Asia ausgestrahlt und von Geneon Entertainment auf Kaufmedien veröffentlicht. Proware Multimedia brachte den Film in Taiwan heraus.
Zeitgleich zum Kinofilm wurde die 25 Minuten lange OVA éX-Driver Nina & Rei Danger Zone in Japan veröffentlicht. Auch bei Studio Actas entstanden, führte bei dieser Produktion Shin’ichi Watanabe Regie. Für das Charakterdesign waren Koichi Hatsumi, Ken'ichi Hamazaki und Takeshi Itō verantwortlich. Der Anime erzählt eine Vorgeschichte zu den anderen Teilen des Franchises, mit den beiden Frauen Nina und Rei als éX-Driver. Geneon Entertainment brachte auch diesen Anime auf Englisch heraus.

### Synchronisation
Die deutsche Synchronfassung der sechs OVA-Folgen entstand bei Hermes Synchron.
| Rolle             | japanischer Sprecher (Seiyū) | deutscher Sprecher |
| ----------------- | ---------------------------- | ------------------ |
| Lisa Sakakino     | Miki Nagasawa                | Anja Stadlober     |
| Lorna Endō        | Yoko Asada                   | Sonja Spuhl        |
| Sōichi Sugano     | Yumiko Kobayashi             | Fabian Hollwitz    |
| Rei Kazama        | Mami Kingetsu                |                    |
| Nina Anna Thunder | Michiko Neya                 |                    |

### Musik
Die Musik der Animes wurde komponiert von Hikaru Nanase. Das Vorspannlied ist Kaze ni Nare von Jam Project featuring Rica Matsumoto und Hironobu Kageyama. Für den Abspann verwendete man das Lied Sogekite (Sniper) von Milk.

## Hörspiel
In Japan erschien auch eine dreiteiliges Hörspielserie zum Anime, in der es um weitere Abenteuer von Lisa, Lorna und Sōichi geht. Als Extra waren den Hörspielen Entwurfszeichnungen beigelegt.

## Rezeption
Die deutsche Zeitschrift Animania lobt insbesondere die Animationsqualität und auch den Ton, für den die Fahrgeräusche von Originalfahrzeugen aufgenommen wurden. Nur wenige Details im Hintergrund sind manchmal lieblos umgesetzt. Die „leicht verdauliche Story mit viel Action und wenig charakterlichem Tiefgang“ sei geprägt von „Slapstick und Gags gepaart mit einer Spur Selbstironie“ sowie „liebenswerten Charakteren, […] rockigem Soundtrack“ und „rasanten Verfolgungsjagden“. So sei die Serie vor allem etwas für „Liebhaber starker Motoren in Kombination mit der holden Weiblichkeit“. Auch die deutsche Fassung sei gut umgesetzt und die Synchronisation wisse zu überzeugen. Bei einer erneuten Kritik zur Neuauflage 2005 wird die OVA in der Animania nur noch Zuschauern mit „Faible für Musik, Mädels und Motoren“ ohne hohe Ansprüche an Animation und Story empfohlen, die Synchronisation sei „durchweg akzeptabel“. Die Zeitschrift Mangaszene verweist in ihrer Kritik auf Kōsuke Fujishimas vorheriges Werk You’re Under Arrest!, das große Ähnlichkeiten hat und dessen Konzept mit éX-Driver in die Zukunft versetzt wurde. Und aus den erwachsenen Protagonisten seien Jugendliche geworden. Der Anime biete eine altbewährte Mischung aus Seifenoper, Alltagscomedy und rasanter Action mit Verfolgungsjagden, zusammen mit „in liebevollen Details dargestellter Technik“. Eine Charakterentwicklung finde jedoch weder in der Serie noch im Film statt. Dafür biete éX-Driver hohe Qualität bei Animation und Ton, „interessante, witzige Geschichten oder originelle Charaktere“ jedoch nicht. Die Fanzeitschrift Funime kritisiert den offenbar stark auf die Vermarktung ausgerichteten, nicht entwickelnden Charaktere in einer unrealistischen Konstellation und den übermäßigen Fanservice mit Fokus auf die Fahrzeugtechnik. So könne sich die Serie nur auf ihre gute Animation und den „recht akzeptablen Soundtrack“ verlassen.
Beim Kinofilm, so die Animania, komme der Witz nicht zu kurz und die Ästhetik der Fahrzeuge lasse Autoliebhabern die Herzen höher schlagen. Die Funime nennt die Geschichte des Films verwirrend, mit jeder Menge Autorennen und leichten Comedy-Einlagen. Immer wieder werde „ein Kaninchen aus dem Hut gezaubert“, um der Geschichte eine Wendung zu geben. Die Zeichenqualität sei „für einen Kinofilm eher mäßig“. So könnten die 3D-Animationen nicht einmal mit zeitgenössischen Videospielen mithalten. In der OVA-Folge von 2002 sei dann die Zeichenqualität schlechter als im Film, aber die Handlung sei „glaubhafter und in sich geschlossener“.